# Грюнес, Альберт
Альберт Грюнес (нем. Albert Grünes; 28 ноября 1919, Маркнойкирхен — 1997) — немецкий дирижёр.
Сын музыкального мастера. Окончил Дрезденскую консерваторию. Работал в различных оперных театрах Германии, в том числе в Гере, Майнце, Нордхаузене, Мангейме, в 1955—1956 гг. возглавлял Филармонический оркестр Северо-западной Германии. Преподавал в музыкальной школе города Вагхойзель, ныне носящей его имя (нем. Singakademie Mannheim Albert Grünes in Waghäusel). С начала 1960-х гг. работал в Ольденбурге как руководитель городского оркестра и заместитель генеральмузикдиректора. В 1964 г. возродил существовавшую в городе в XVII веке традицию городских концертов — цикл «Ольденбургские общественные концерты» (нем. Oldenburger Ratsmusik), — и до конца жизни провёл 324 таких концерта.